# Aéroport de Sayaboury
L'aéroport de Sayaboury est un aéroport situé au Laos.

## Situation
| Vientiane Savannakhet Paksé Luang Prabang Houei Sai Louang Namtha Oudomxay Phongsali Phonsavan Sayaboury |

## Compagnies et destinations
| Compagnies | Destinations     |
| ---------- | ---------------- |
| Lao Skyway | Vientiane-Wattay |

Édité le 18/11/2020